# Иво Русчев
Иво Георгиев Русчев е български предприемач и политик от партия „Възраждане“, народен представител в XLVII, XLVIII и XLIX народно събрание. След изключването му от парламентарната група на „Възраждане“ става съосновател на партия „България може“ (2024).

## Биография
Иво Русчев е роден на 27 ноември 1978 г. в град София, Народна република България. Завършва висшето си образование със специалност „Икономика на търговията“ в Университета за национално и световно стопанство (УНСС).
На парламентарните избори в България през ноември 2021 г. като кандидат за народен представител в листата на партия „Възраждане“ е втори за 23 МИР София и втори за 25 МИР София. Избран е за народен представител от 25 МИР София.
На 9 февруари 2024 г. от името на „Възраждане“, председателят на партията, Костадин Костадинов го изключва от нея. Ден по-рано четирима общински съветници заемат различна позиция от тази на партията в Столичният общински съвет. Костадинов го обявява заедно с депутатите Николай Дренчев и Александър Арангелов отговорен за тези събития, като ръководители на Софийската организация, за това че са препоръчали тези хора за общински съветници. Те отказват да поемат тази отговорност и биват изключени.
На 23 ноември 2024 г. става съосновател и съпредседател (заедно с икономистът Кузман Илиев) на политическа партия „България може“. Заместник-председател на партията е професор Александър Маринов. 